# Рюрік Гісласон
Заголовок цієї статті — це ісландське ім'я, де Рюрік — особове ім'я, а Гісласон — ім'я по батькові. 
Рюрік Гісласон (ісл. Rúrik Gíslason, нар. 25 лютого 1988, Рейк'явік) — колишній ісландський футболіст, що виступав на позиції півзахисника.
З 2009 по 2018 захищав кольори національної збірної Ісландії.

## Клубна кар'єра
Народився 25 лютого 1988 року в місті Рейк'явік. Вихованець юнацької команди Коупавогур, а також перебував на стажуванні в бельгійському «Андерлехті». У дорослому футболі дебютував 2005 року виступами за команду Коупавогур, в якій провів один рік, взявши участь у 15 матчах чемпіонату.
У 2005 році його помітили скаути англійського «Чарльтон Атлетик» і запросили в команду. Через високу конкуренцію Рюрік не зміг дебютувати за клуб і в 2007 році перейшов у данський «Віборг». У 2009 році він забив 15 м'ячів, ставши одним з найкращих бомбардирів першого данського дивізіону. 
Влітку того ж року Гісласон перейшов в «Оденсе». 19 липня в матчі проти «Брондбю» він дебютував у данській Суперлізі. 26 вересня в поєдинку проти «Норшелланна» Рюрік забив свій перший гол за новий клуб.
У 2012 році Рюрик перейшов в «Копенгаген». Сума трансферу склала 800 тис. євро. У 2013 році Гісласон допоміг «Копенгагену» виграти титул чемпіона Данії. 11 серпня в матчі проти «Норшелланна» він забив свій перший гол за клуб.
Влітку 2015 року Гісласон підписав контракт з німецьким «Нюрнбергом». 27 липня в матчі проти «Фрайбурга» він дебютував у Другій Бундеслізі. 
На початку 2018 року Рюрік перейшов у «Зандгаузен». 23 січня в матчі проти клубу «Інгольштадт 04» він дебютував за нову команду. 3 березня у поєдинку проти «Ерцгебірге Ауе» Гісласон забив свій перший гол за «Зандгаузен».
10 листопада 2020 анонсував відхід з футболу

## Виступи за збірні
2003 року дебютував у складі юнацької збірної Ісландії, взяв участь у 29 іграх на юнацькому рівні, відзначившись 10 забитими голами.
Протягом 2005—2009 років залучався до складу молодіжної збірної Ісландії. На молодіжному рівні зіграв у 19 офіційних матчах, забив 6 голів. Був учасником молодіжного чемпіонату Європи 2011 року.
13 жовтня 2009 року в товариському матчі проти збірної ПАР Гісласон дебютував у збірній Ісландії. 11 серпня 2010 року в поєдинку проти збірної Ліхтенштейну Рюрік забив свій перший гол за національну команду. Наразі провів у формі головної команди країни 45 матчів, забивши 3 голи.
У складі збірної був учасником чемпіонату світу 2018 року у Росії.

## Титули і досягнення
- Чемпіон Данії (1):

«Копенгаген»: 2012-13
- Володар Кубка Данії (1):

«Копенгаген»: 2014-15